# Renzo Ramírez
Renzo Ramírez Maidana (Montevideo, 6 giugno 1996) è un calciatore uruguaiano, difensore del Villa Teresa.

## Caratteristiche tecniche
È un difensore centrale.

## Carriera
Cresciuto nelle giovanili del Danubio, ha esordito il 24 aprile 2016 in occasione del match perso 3-0 contro il River Plate (M).

## Statistiche

### Presenze e reti nei club
Statistiche aggiornate al 17 aprile 2018.
| Stagione        | Squadra         | Campionato      | Campionato | Campionato | Coppe nazionali | Coppe nazionali | Coppe nazionali | Coppe continentali | Coppe continentali | Coppe continentali | Altre coppe | Altre coppe | Altre coppe | Totale | Totale | Totale |
| Stagione        | Squadra         | Comp            | Pres       | Reti       | Comp            | Pres            | Reti            | Comp               | Pres               | Reti               | Comp        | Pres        | Reti        | Pres   | Reti   |        |
| --------------- | --------------- | --------------- | ---------- | ---------- | --------------- | --------------- | --------------- | ------------------ | ------------------ | ------------------ | ----------- | ----------- | ----------- | ------ | ------ | ------ |
| 2015-2016       | Danubio         | PD              | 7          | 1          |                 | -               | -               |                    | -                  | -                  |             | -           | -           | 7      | 1      |        |
| 2016            | Danubio         | PD              | 7          | 0          |                 | -               | -               |                    | -                  | -                  |             | -           | -           | 7      | 0      |        |
| 2017            | Danubio         | PD              | 2          | 0          |                 | -               | -               | CS                 | 0                  | 0                  |             | -           | -           | 2      | 0      |        |
| 2017-2018       | Olimpo          | PD              | 6          | 0          | CA              | 0               | 0               |                    | -                  | -                  |             | -           | -           | 6      | 0      |        |
| Totale carriera | Totale carriera | Totale carriera | 22         | 1          |                 | 0               | 0               |                    | -                  | -                  |             | -           | -           | 22     | 1      |        |